# Elefant de Sumatra
Elefantul de Sumatra (Elephas maximus sumatranus) este una dintre cele trei subspecii de elefant asiatic recunoscute, nativ în insula Sumatra, Indonezia. În 2011, UICN a actualizat statutul de conservare al elefantului de Sumatra de la pe cale de dispariție la critic amenințat cu dispariția în Lista Roșie, deoarece populația a scăzut cu cel puțin 80% în timpul ultimelor trei generații, estimate la aproximativ 75 de ani. Subspecia este eminamente amenințată de pierderea, degradarea și fragmentarea habitatului și de braconaj. Peste 69% din habitatul potențial al elefantului a fost pierdut în ultimii 25 de ani. O mare parte din restul de pădure există sub formă de petice mai mici de 250 km2, care sunt prea mici pentru a găzdui populații viabile de elefanți.

## Caracteristici
În general, elefanți asiatici sunt mai mici decât elefanții africani, iar punctul cel mai înalt este vârful capului. Vârful trompei are o singură proeminență. Spatele lor este convex sau nivelat. Femelele sunt de obicei mai mici decât masculii și au colți scurți sau chiar deloc.
Elefanții de Sumatra pot ajunge la o înălțime de între 2 și 3,2 metri măsurată la umăr, cântăresc între 2 și 4 tone și au 20 de perechi de coaste. Culoarea pielii este mai deschisă decât cea a maximus și indicus.

## Distribuția populațiilor
Elefantul de Sumatra a fost odată răspândit pe insulă, iar Provincia Riau era considerată a avea cea mai numeroasă populație, cu peste 1.600 de indivizi în anii 1980. În 1985, un studiu rapid pe toată insula a sugerat că între 2.800 și 4.800 de elefanți trăiau în toate cele opt provincii din Sumatra, în 44 de populații. Doisprezece dintre aceste populații se aflau în Lampung, unde doar trei populații mai existau în 2002, potrivit studiilor efectuate între noiembrie 2000 și martie 2002. Populația din Parcul Național Bukit Barisan Selatan a fost estimată la 498 de indivizi, în timp ce populația din Parcul Național Mod Kambas a fost estimată la 180 de indivizi. Cea de-a treia populație, din complexul Gunung Rindingan–Mod Waya, a fost considerată a fi prea mică pentru a fi sustenabilă pe termen lung.
Până în 2008, elefanții dispăruseră la nivel local în 23 din cele 43 de zone identificate în Sumatra în 1985, indicând un declin semnificativ al populației de elefanți de Sumatra până în acel moment. Până în 2008, ei dispăruseră la nivel local în Sumatra de Vest și erau pe cale de dispariție în Sumatra de Nord. În Provincia Riau mai existau doar aproximativ 350 de elefanți în nouă zone diferite.
În 2007, populația de elefanți de Sumatra a fost estimată la 2.400–2.800 de indivizi sălbatici, cu excepția elefanților din tabere, împărțiți în 25 de populații în întreaga insulă. Peste 85% din habitatul lor se află în afara zonelor protejate.

## Ecologie și comportament
Nașterea are loc noaptea și durează aproximativ 10 secunde. Puiul este capabil să se ridice pe cont propriu, după o perioadă de 10 până la 30 de minute.
Femelele se opresc din reproducere după vârsta de 60 de ani. Longevitatea maximă în sălbăticie este de aproximativ 60 de ani. Femelele captive au supraviețuit până la 75 de ani, în timp ce masculii au supraviețuit până la 60 de ani.

## Amenințări
Ca urmare a convertirii pădurilor în așezări umane, zone agricole și plantații, multe dintre populațiile de elefanți de Sumatra și-au pierdut habitatul. Așadar, mulți elefanți au fost scoși din sălbăticie sau chiar uciși. Elefanții cad pradă și braconajului pentru fildeșul lor. Între 1985 și 2007 au murit 50% din elefanții de Sumatra. Între 1980 și 2005, 69% din habitatul potențial al elefanților de Sumatra a fost pierdut în doar o generație de elefanți, iar forțele care provoacă această pierdere a habitatului rămân în esență greu de controlat. Există dovezi clare și directe din două provincii, Riau și Lampung, care arată că întregi populații de elefanți au dispărut ca urmare a pierderii habitatului.
Cei mai mulți dintre elefanții găsiți în taberele din Sumatra au fost capturați după ce zonele protejate au fost transformate ilegal în zone agriculturale. Această reducere a habitatului elefanților pentru conversie ilegală a terenurilor este o practică continuă.
Între 2012 și 2015, 36 de elefanți au fost găsiți morți în Provincia Aceh, otrăviți, electrocutați sau prinși în capcane. Cei mai mulți elefanți morți au fost găsiți lângă plantațiile de palmieri. Ecologiștii cred că elefanții de Sumatra ar putea dispărea în mai puțin de zece ani, dacă braconajul nu este oprit.

## Conservare

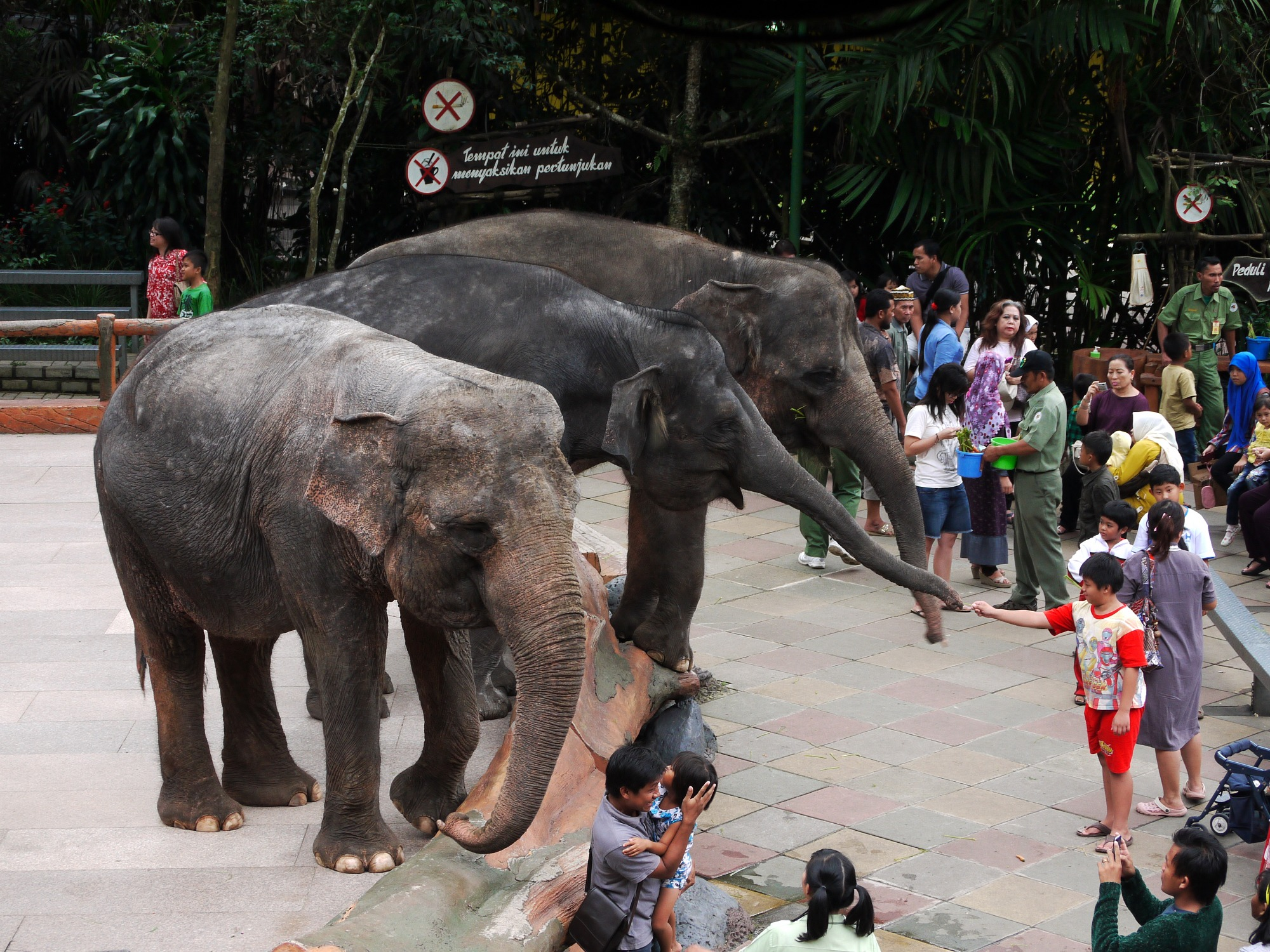
Elefanți de Sumatra joacă într-un spectacol la Taman Safari, Bogor

Elephas maximus este inclus în Apendicele I al CITES. Elefanții de Sumatra sunt protejați prin lege în Indonezia.
În 2004, a fost creat Parcul Național Tesso Nilo în Provincia Riau cu scopul de a proteja habitatul elefanților de Sumatra. Această pădure este una dintre ultimele zone suficient de mari pentru a susține o populație viabilă de elefanți.
Între 1986 și 1995, 520 de elefanți sălbatici au fost capturați și păstrați în șase Centre de Dresaj pentru Elefanți, care au fost create începând cu 1986 în provinciile Lampung, Aceh, Bengkulu, Sumatra de Nord și de Sud și Riau. Capturarea elefanților sălbatici a fost oprită în 1999, atunci când menținerea acestora în captivitate elefanți a devenit prea scumpă, gestionarea lor nu a devenit suficient de profitabilă pentru auto-finanțare și pentru că unele centre au devenit supraaglomerate. Până la sfârșitul anului 2000, 391 elefanți mai erau în astfel de centre, iar câțiva în grădini zoologice, parcuri safari și zone turistice.